# 拉希妲·達狄
拉希妲·達狄（法語：Rachida Dati，法語發音：[ʁaʃida dati]；1965年11月27日—），法國政治家，現為法國文化部長。

## 生平
她曾擔任法国司法部长、法國總統尼古拉·萨科齐發言人，也是法蘭西島歐洲議會議員。

## 家庭
父亲为摩洛哥人，母亲为阿尔及利亚人。